# 河南省政府 (中華民國)
河南省政府是中華民國南京國民政府在河南省的最高地方行政機關。民國16年（1927年）4月南京國民政府成立後，於6月13日成立河南省政府。
第二次国共内战期间，河南省政府于1948年10月迁至信阳县。1949年4月，迁至汉口市。5月上旬，河南省境内的安新战役结束，解放军攻克国军据守的最后一座河南县城——安阳城。5月中旬，省主席张轸发动金口起义投共。5月以后，省政府撤离汉口，12月25日，末任省主席赵子立在四川省巴中县率部起义。至此，河南省政府完结。

## 構成
民國16年（1927年）國民黨北伐，6月1日國民革命軍攻克開封，北洋軍退出河南。6月10日，武漢國民黨中央政治委員會在鄭州舉行會議，決定成立河南省政府，任命馮玉祥為省政府主席，鹿鐘麟等10人為省政府委員。6月13日，河南省政府在開封成立，下設秘書處、民政廳、財政廳、建設廳、教育廳、司法廳。11月，司法廳改為省高等法院。省政府實行合議制，稱省政府委員會。
民國17年（1928年）1月成立省交涉署，辦理本省一切對外交涉事項，7月30日撤銷。11月設統計處（1931年併入秘書處）。
民國18年（1929年）3月25日設工商廳，7月8日撤銷。
民國23年（1934年）9月1日，依據國民政府軍事委員會南昌行營頒佈的《豫、鄂、皖、贛、閩五省合署辦公辦法大綱》，省政府各廳、處實行合署辦公制。
民國25年（1936年）3月成立省地政局。1938年2月省地政局併入省民政廳。3月設立省農林局。
民國29年（1940年）1月，省政府撤銷省農村合作委員會，改設為省合作事業管理處，由建設廳領導。7月，國民政府行政院公佈《省衛生處組織大綱》，9月設立省衛生處。
民國30年（1941年）9月糧食部河南省糧食管理處改設為河南省糧食管理局，劃屬省政府。10月又改為省糧政局。
民國31年（1942年）4月，將原屬省建設廳的省合作事業管理處改為由省政府直屬。6月，依據行政院頒佈《省會計處組織大綱》的規定，設立省政府會計處。
民國32年（1943年）8月，成立省設計考核委員會。同月，省保安司令部所屬省保安處劃歸省政府直屬。
民國33年（1944年）7月財政部河南省田賦管理處與河南省糧政局合併為河南田賦糧食管理處，隸屬於中央財政部、糧食部，同時受省政府指揮監督。
民國34年（1945年）11月設立省政府社會處。12月設立省政府統計室。
民國35年（1946年）6月1日恢復設置省地政局。7月1日河南田賦糧食管理處改由省政府直屬。河南農工銀行改為河南省銀行。8月設置省政府警務處。
民國36年（1947年）1月設省政府人事室。11月16日省政府主席劉茂恩在汴宣稱，自29日起，省政府設立總辦公處，各廳長、保安副司令、軍管區副司令、警務處長等聯合于此辦公，以「加強戡亂工作」。
民國37年（1948年）初，省政府統計室改為省政府統計處。該年省政府直屬機構共計16個，即秘書處、民政廳、財政廳、建設廳、教育廳、保安處、調統室、人事室、會計處、統計處、地政局、田賦糧食管理處、社會處、警務處、衛生處、合作事業管理處等。廳代管及中央部屬、省政府雙重領導的機構有：公路局、長途電話局、郵政管理局、水利局、農業改進所、地質調查所、化工試驗所、紡織改進所。

## 省政府駐地
省政府駐開封縣（今河南省開封市）。民國27年（1938年）6月日軍侵佔開封，省政府遷駐鎮平。民國28年（1939年）10月，省政府由鎮平遷至洛陽。民國31年（1942年）4月，省政府由洛陽遷駐魯山。民國33年（1944年）5月省政府由魯山遷至內鄉縣丹水鎮（現屬西峽縣）。民國34年（1945年）4月，省政府由內鄉縣丹水鎮遷至盧氏縣朱陽關，9月又由朱陽關遷返開封。民國37年（1948年）10月3日，省政府主席張軫遷省政府於信陽縣。1949年1月，第五绥靖区副司令朱其平率部由信阳县，逃往湖北武汉。在此形势下，司令官、省主席张轸亦率部逃往湖北孝感、花园一带。4月1日，解放军攻占信阳县。

## 行政公署
抗日戰爭爆發後，許多省的省會或部分區域為日本侵略軍佔領，省政府政令不能通行。為此，民國28年（1939年）7月國民政府行政院制定《戰區各省省政府設置行署通則》，民國33年（1944年）7月國民政府又公佈了《戰區各省省政府設置行署條例》。據通則和條例規定，省政府行署的轄區「由內政部、軍政部會同有關機關擬定，呈請行政院核准」。省政府行署設主任1人，由行政院就省政府委員中提請國民政府派任。省政府行署秉承省政府之命，在所轄區域內代行省政府職權，以省政府主席名義行文，由行署主任副署。同年12月河南省政府設新蔡行署。
抗戰勝利後，民國34年（1945年）12月國民政府下令廢除行署設置條例。民國35年（1946年）2月省政府新蔡行署撤銷。
民國37年（1948年）12月20日，國民政府行政院公佈豫北、豫東、豫南3個行署組織規程。河南省政府設豫北、豫東、豫南3個行署。民國38年（1949年）1月在靈寶增設省政府豫西辦事處。各行署（辦事處）各設秘書處、政務處、警保處及人事、會計室。各行署（辦事處）分領各行政督察專員公署。
省政府還於民國28年（1939年）在周口設豫東辦事處，以整理地方財政；民國36年（1947年）2月在蘭封設汛東辦事處。以上辦事處均屬臨時機構。